# Batalla de Arrás (1654)
La batalla de Arras, librada el 25 de agosto de 1654, supuso una victoria del ejército francés dirigido por el mariscal Turenne contra un ejército español comandado por don Fernando de Salas y el príncipe de Condé.

## Desarrollo
La ciudad, defendida por una guarnición francesa, fue asediado por los españoles bajo el Gran Condé. Un ejército de auxilio comandado por Turenne, d'Hocquincourt y De la Ferté atacó las líneas españolas y los derrotó totalmente, con una pérdida de 7000 hombres. Condé logró reunir el resto de su ejército e hizo un retiro magistral a Cambrai.
Antes de la batalla, Turenne se arriesgó a sí mismo y a sus oficiales para reconocer las líneas españolas. Fue criticado por algunos de sus oficiales por asumir tales riesgos; pero el duque de York, más tarde rey Jacobo II de Inglaterra, observó que estos oficiales se dieron cuenta de su error al comprobar que Turenne había averiguado dónde atacar durante estos reconocimientos. 
Turenne atacó por la noche, dos horas antes del amanecer del 25 de agosto. D'Hocquincourt atacó a las tropas de Lorena, Turenne atacó a los españoles y brindó apoyo a De la Ferté, cuyo ataque fue menos exitoso. Por la mañana, Condé contraatacó, cayendo sobre las tropas francesas que estaban saqueando el antiguo campamento español. De la Ferté entró en pánico y abandonó algunas tierras altas. Turenne montó y colocó algunos cañones en el terreno elevado, obligando a Condé a retirarse. El joven Luis XIV visitó el campo de batalla y vio la disparidad entre el número de muertos franceses y españoles. Esta fue la primera victoria de Luis XIV contra un ejército extranjero.